# ستيفن أوليري
ستيفن أوليري (بالإنجليزية: Stephen O'Leary)‏ (2 فبراير 1985 في المملكة المتحدة - ) هو لاعب كرة قدم أيرلندي في مركز الوسط. لعب مع برادفورد سيتي وبوريهام وود إف سي ونادي ترانمير روفرز لكرة القدم ونادي لوتون تاون ونادي هيرفورد ونادي كيترينغ تاون وهيميل هيمبستيد تاون وDunstable Town F.C. ‏.

## وصلات خارجية
- ستيفن أوليري على موقع قاعدة بيانات كرة القدم.إي يو (الإنجليزية)
- ستيفن أوليري على موقع Soccerbase.com (لاعب) (الإنجليزية)